# Tom Clancy's Ghost Recon
Tom Clancy's Ghost Recon (En español Tom Clancy Reconocimiento Fantasma) es una serie de videojuegos de acción tácticos desarrollados por la empresa Red Storm Entertainment y Ubisoft, creados por el escritor estadounidense Tom Clancy. Ubisoft publicó el primer videojuego de la serie en el año 2001. Desde entonces, Ghost Recon se ha convertido en todo un éxito. 
En este videojuego, los personajes jugables son miembros de un escuadrón de élite estadounidense conformado por las Fuerzas Especiales del Ejército de los Estados Unidos, la Delta Force y los SEAL.

## Juegos de la serie
| Título                                         | Año de Lanzamiento | Año de ambientación | Windows | Mac | Microsoft  | Sony     | Nintendo | Móviles        | Notas               |
| ---------------------------------------------- | ------------------ | ------------------- | ------- | --- | ---------- | -------- | -------- | -------------- | ------------------- |
| Tom Clancy's Ghost Recon (videojuego de 2001)  | 2001               | 2008                | Sí      | Sí  | Xbox       | PS2      | NGC      | N-Gage         |                     |
| Tom Clancy's Ghost Recon: Desert Siege         | 2002               | 2009                | Sí      | Sí  | No         | PS2      | No       | No             | Expansión           |
| Tom Clancy's Ghost Recon: Island Thunder       | 2002               | 2010                | Sí      | Sí  | Xbox       | PS2      | No       | No             | Expansión           |
| Tom Clancy's Ghost Recon: Jungle Storm         | 2004               | 2010                | No      | No  | No         | PS2      | No       | N-Gage, JavaME | Expansión           |
| Tom Clancy's Ghost Recon 2                     | 2004               | 2007 / 2011         | No      | No  | Xbox       | PS2      | NGC      | No             |                     |
| Tom Clancy's Ghost Recon 2: Summit Strike      | 2005               | 2012                | No      | No  | Xbox       | No       | No       | No             | Expansión           |
| Tom Clancy's Ghost Recon Advanced Warfighter   | 2006               | 2013                | Sí      | No  | Xbox, X360 | PS2      | No       | No             |                     |
| Tom Clancy's Ghost Recon Advanced Warfighter 2 | 2007               | 2013                | Sí      | No  | X360       | PS3, PSP | No       | JavaME         |                     |
| Tom Clancy's Ghost Recon Predator              | 2010               | ?                   | No      | No  | No         | PSP      | No       | No             |                     |
| Tom Clancy's Ghost Recon                       | 2010               | ?                   | No      | No  | No         | No       | Wii      | No             |                     |
| Tom Clancy's Ghost Recon: Shadow Wars          | 2011               | ?                   | No      | No  | No         | No       | 3DS      | No             |                     |
| Tom Clancy's Ghost Recon: Future Soldier       | 2012               | 2013                | Sí      | No  | X360       | PS3      | No       | JavaME         |                     |
| Tom Clancy's Ghost Recon Commander             | 2012               | ?                   | No      | No  | No         | No       | No       | No             | Juego para Facebook |
| Tom Clancy's Ghost Recon Phantoms              | 2014               | ?                   | Sí      | No  | No         | No       | Wii U    | No             |                     |
| Tom Clancy's Ghost Recon Wildlands             | 2017               | N/A                 | Sí      | No  | Xbox One   | PS4      | No       | No             |                     |
| Tom Clancy's Ghost Recon Breakpoint            | 2019               | N/A                 | Sí      | No  | Xbox One   | PS4      | No       | No             |                     |

## Videojuegos

### Tom Clancy's Ghost Recon
El primer juego ocurre en el 2008 su argumento se basa en que Rusia estaba anexando los países de la antigua Unión Soviética empezando por Georgia. Este juego consta de 15 misiones, todas ellas en Europa Oriental. En algunas de ellas, el escuadrón tiene ayuda de soldados de la OTAN. Salió en PC, y más adelante también para Xbox, PlayStation 2 y Nintendo Gamecube.

#### Tom Clancy's Ghost Recon: Desert Siege
La primera expansión de Ghost Recon para PC. En esta expansión estamos en el 2009, Etiopía invade Eritrea y los soldados son enviados a ayudar a las tropas eritreas.

#### Tom Clancy's Ghost Recon: Island Thunder
En su segunda expansión para PC el objetivo de la élite norteamericana es salvaguardar las primeras elecciones democráticas cubanas en el año 2010. Fidel Castro muere en el 2006 y desde entonces varios tiranos se pusieron al cargo del gobierno de Cuba, ahora que hay elecciones, un partido político se dedica a amenazar y asesinar a sus opositores.

#### Tom Clancy's Ghost Recon: Jungle Storm
Tercera expansión de la saga, sólo disponible en PlayStation 2. Ambientada en Colombia.

### Tom Clancy's Ghost Recon 2
Segunda entrega del juego que finalmente es cancelada en su versión para PC alegando que no sería suficientemente buena. Junto con esta cancelación se confirmó Ghost Recon 3.
Sucede en el año 2012, en Corea del Norte, cuando un general norcoreano, llamado Paik, quiere desatar un armagedón nuclear si no se cumplen sus exigencias.
Una novedad es que hay nuevo armamento de alta tecnología. Encarnas al Capitán Mitchell.

#### Tom Clancy's Ghost Recon 2: Summit Strike
Expansión disponible para Xbox con gran variedad de cambios y diferentes tipos de misiones, incluye la opción de multiplayer en modo campaña y en modo versus
En esta parte del juego los ghost deben detener a un general corrupto de ejército de Pakistán llamado Assab Rahil el cual amenaza con dominar países de la antigua unión soviética y obtener material para la fabricación de armas químicas

### Tom Clancy's Ghost Recon Advanced Warfighter
En Tom Clancy's Ghost Recon Advanced Warfighter la trama comienza cuando Canadá, EUA y México firman una alianza de cooperación mutua en materia militar. En la cumbre que se llevó a cabo en la Ciudad de México, el presidente estadounidense es secuestrado por paramilitares rebeldes conocidos como «Aguila 7» que pretenden desestabilizar el país con un golpe de Estado y así anular el recién firmado pacto. Entonces, el presidente mexicano autoriza a los Ghost que entren en acción en su territorio para devolver todo a la normalidad, rescatar al presidente, recuperar un maletín el cual contiene un dispositivo que anula la comunicación militar y atrapar al coronel Luis Ontiveros y su hijo Carlos, quien es líder del grupo paramilitar. El jugador encarna nuevamente el capitán Scott Mitchell, el mismo de Ghost Recon 2 que se desarrolló en el 2012.
Tras múltiples retrasos, Ghost Recon Advanced Warfighter fue puesto en venta en mayo de 2006.

### Tom Clancy's Ghost Recon Advanced Warfighter 2
Tom Clancy's Ghost Recon Advanced Warfighter 2 es la continuación de los acontecimientos ocurridos en el primer juego y coloca a los gamers al mando de una unidad de élite de combate del ejército de los EE. UU, los Ghosts. En el año 2013, el conflicto provocado por el levantamiento entre el gobierno de México y las fuerzas rebeldes insurrectas, han provocado en este país una guerra civil a gran escala. Bajo el comando del capitán Scott Mitchell, los Ghosts son llamados para hacer frente a una amenaza inminente contra los Estados Unidos. El destino de dos países ahora está en las manos de los Ghosts, equipados con el mejor y último armamento en tecnología de punta. Los Ghosts deben luchar en ambos lados de la frontera para neutralizar la amenaza rebelde que va en aumento.
Fue lanzado al mercado el 30 de marzo de 2007.

### Tom Clancy's Ghost Recon: Future Soldier
Tom Clancy's Ghost Recon Future Soldier (anteriormente conocido como Tom Clancy's Ghost Recon 4) es un videojuego publicado por Ubisoft y que se estrenó en el cuarto trimestre del 2012 (enésimo retraso para un juego cuya fecha de salida estaba originalmente prevista para otoño de 2010). Excluyendo las expansiones, es la cuarta entrega en la serie Ghost Recon, y se anunció su desarrollo por parte de Ubisoft el 22 de enero de 2009 para Playstation 3, Wii, Nintendo DS, PC y Xbox 360 (confirmada la compatibilidad con Kinect). El 16 de agosto del 2010, el juego fue anunciado con otro nombre para el estreno en PSP, llamado Tom Clancy's Ghost Recon Predator, mientras que para Nintendo 3DS el juego será titulado Tom Clancy's Ghost Recon Shadow Wars y se cambió el modo del juego a un juego en estrategia por turnos. El juego será una toma futurista en la serie Ghost Recon.

### Tom Clancy´s Ghost Recon Shadow Wars
Tom Clancy´s Ghost Recon Shadow Wars es un videojuego publicado por Ubisoft. Este juego trata de una guerra que los Ghosts deben combatir contra los rusos, los soldados de milicia, los kazajos y los partisanos para detener al General Starshin de lanzar unos misiles nucleares y junto a Aydana Koslova, Los ghosts que son Duke, Haze, Saffron, Richter, Mint y Banshee lo lograron. Este juego salió en el 2012,y, gracias a que salió para la Consola de Nintendo 3DS , ha tenido mucho éxito. (cita requerida)

### Tom Clancy's Ghost Recon Wildlands
Tom Clancy's Ghost Recon Wildlands es un videojuego desarrollado y distribuido por Ubisoft. El título nos traslada a Bolivia y a las fronteras del Perú en el presente, donde los Ghosts son desplegados para aliarse con resistencias locales, enfrentarse y destruir el cartel de Santa Blanca, el distribuidor de drogas más poderoso del país. Esta organización, comandado por el carismático líder El Sueño, ha conseguido infiltrar y corromper la mayoría de instituciones del país dominandolo casi por completo, y consigue llamar la atención del Gobierno de los Estados Unidos luego de realizarse un atentado terrorista en una embajada local estadounidense. Es el primer juego de la serie que incluye mundo abierto. Su fecha de lanzamiento fue el 7 de marzo de 2017.

### Tom Clancy's Ghost Recon Breakpoint
En Tom Clancy's Ghost Recon Breakpoint podremos ver una continuación de las operaciones llevadas a cabo por los Ghost en Bolivia en la entrega anterior. Nomad, Holt, Weaver y Midas reaparecen en esta entrega, donde aterrizaremos forzosamente en una isla propiedad de la compañía tecnológica ficticia Skell, localización donde viven y trabajan sus empleados desarrollando nuevas tecnologías. Tras aparecer en la isla, el equipo debe sobrevivir y enfrentarse a los Wolves, un grupo de mercenarios muy capacitados y equipados con armas de Skell que desean apropiarse de las tecnologías de última generación que se crean en la isla. El videojuego se lanzó el 4 de octubre de 2019.